# 베네수엘라 미인사관학교
베네수엘라 미인 사관학교(Venezuela 美人 士官學校 )는 미인선발대회에 출전할 출전자들을 양성하는 베네수엘라의 학교이다.